# Državna cesta D404
D404 je državna cesta u Hrvatskoj. Dionica ove ceste se pruža od terminala luke Rijeka pa do čvora Draga gdje je spoj iste na autocestu A7. Ukupna duljina iznosi 4,3 km. Dionica je puštena u promet 30. svibnja 2011.

## Galerija slika
- Luka Brajdica
- Izlaz Draga na D404